# Werner Decker
Werner Decker (* 1963 in Speyer) ist Deutschland-Geschäftsführer von American Express.

## Leben
Nach Ableistung des Abiturs absolvierte er zunächst eine Ausbildung zum Bankkaufmann bei der Kreis- und Stadtsparkasse Speyer, anschließend studierte er Betriebswirtschaftslehre an der Universität Mannheim und beendete dieses als Diplom-Kaufmann ab.
Seine berufliche Laufbahn begann er beim Kreditkartenunternehmen Visa in Frankfurt am Main. Anschließend war er für die Santander Direkt Bank AG im Bereich Marketing und später für die „Entrium Direct Bankers AG“ in Nürnberg, die heute zur ING-DiBa gehört, als Marketing Director tätig. Seit 1999 ist Decker bei American Express zunächst bei der „American Express Bank GmbH“ und der „American Express International“. Ab August 2003 ist er als Geschäftsführer der „American Express Finanzmanagement GmbH“ in Heidelberg tätig. Seit Juli 2005 ist er der Deutschland-Chef von American Express und führt mit 1,3 Millionen herausgegebenen Kreditkarten den drittgrößten Kreditkartenanbieter in Deutschland – nach Mastercard und Visa.